# Sonorama 2012

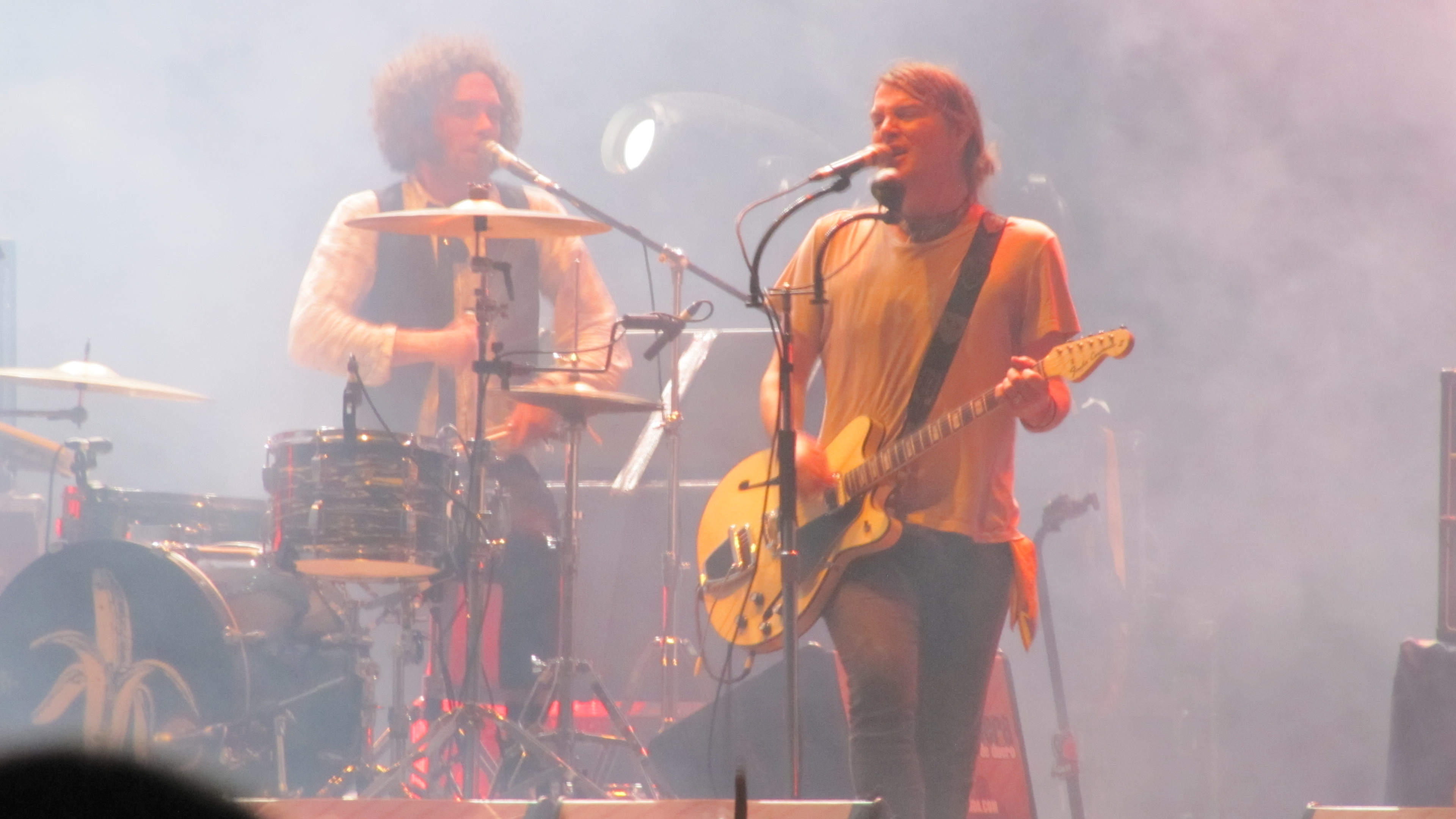
The Dandy Warhols en su concierto durante el Sonorama 2012, en el Escenario Principal.

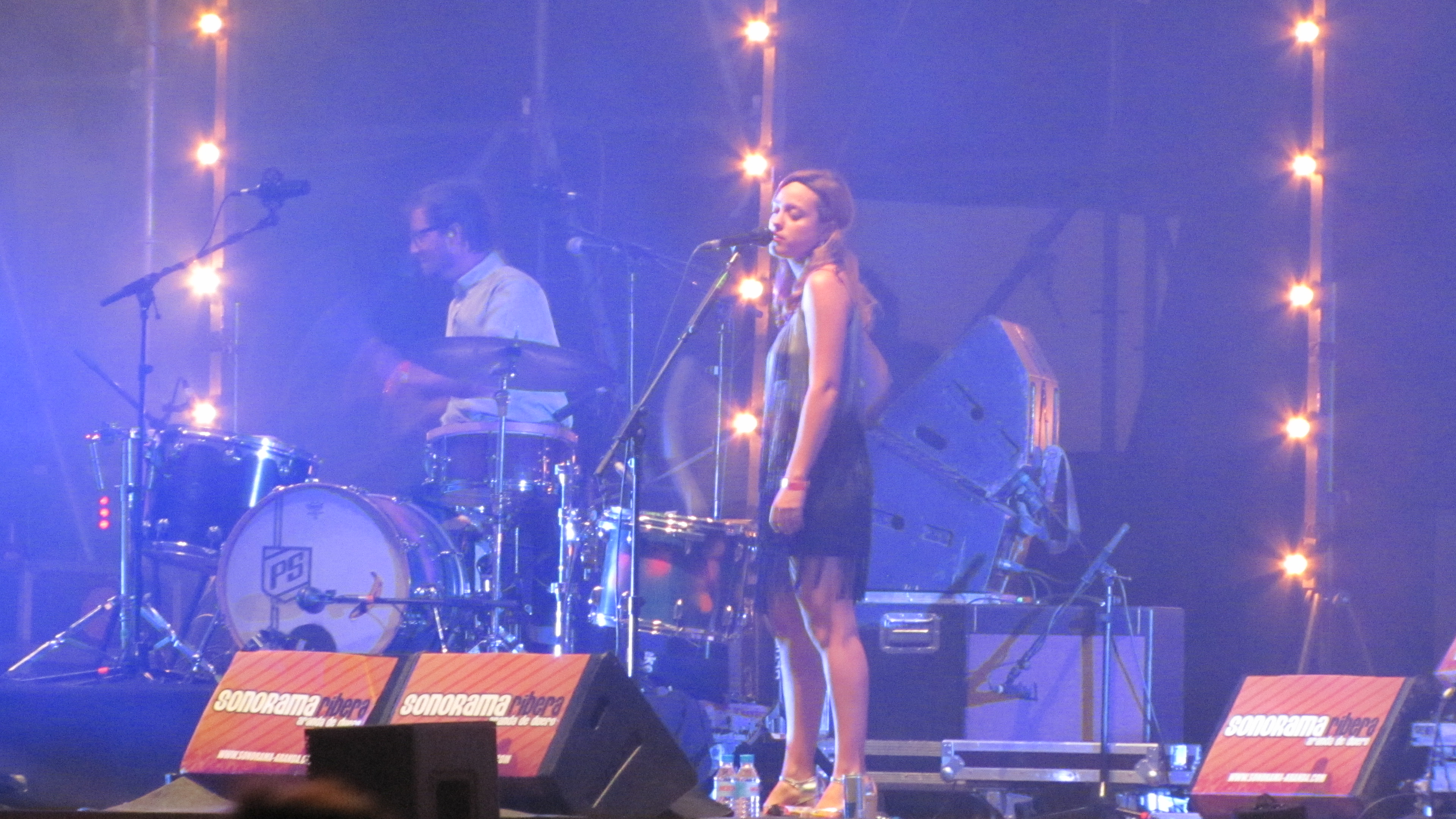
Russian Red en su actuación durante el Sonorama 2012 en el Escenario Principal.

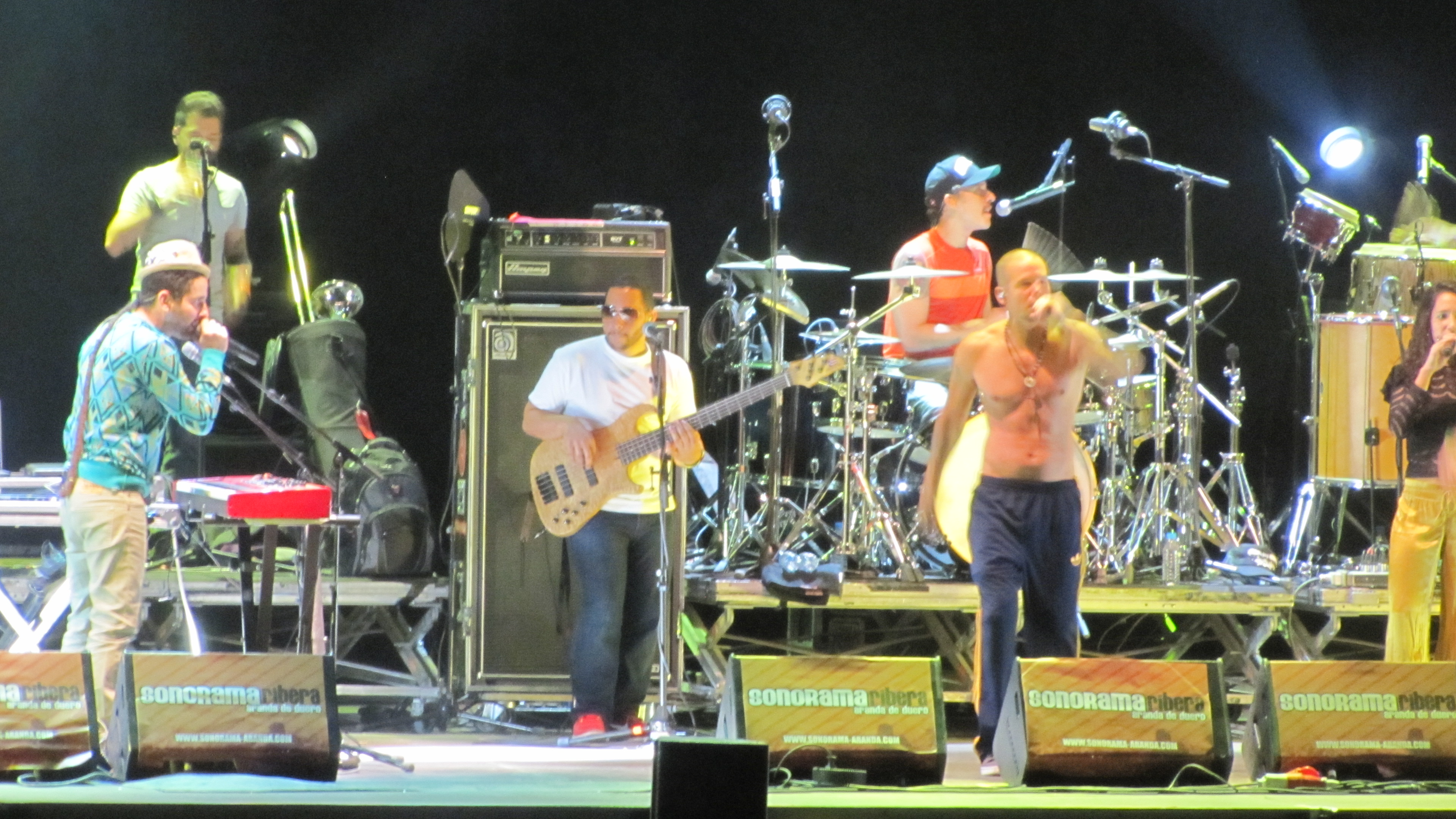
Calle 13, en su concierto durante el Sonorama 2012.

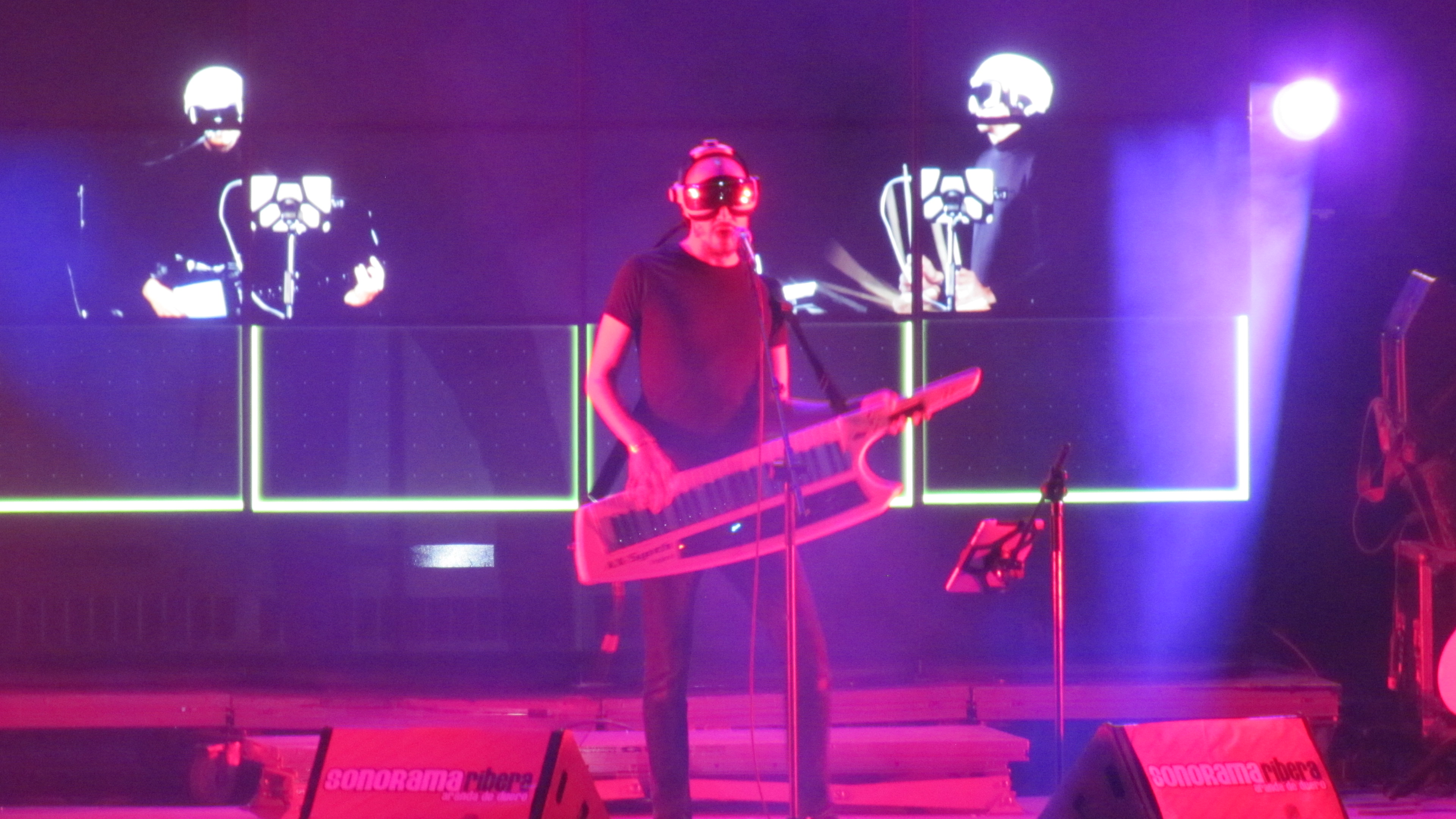
La Casa Azul en su actuación durante el Sonorama 2012 en el Escenario Principal.

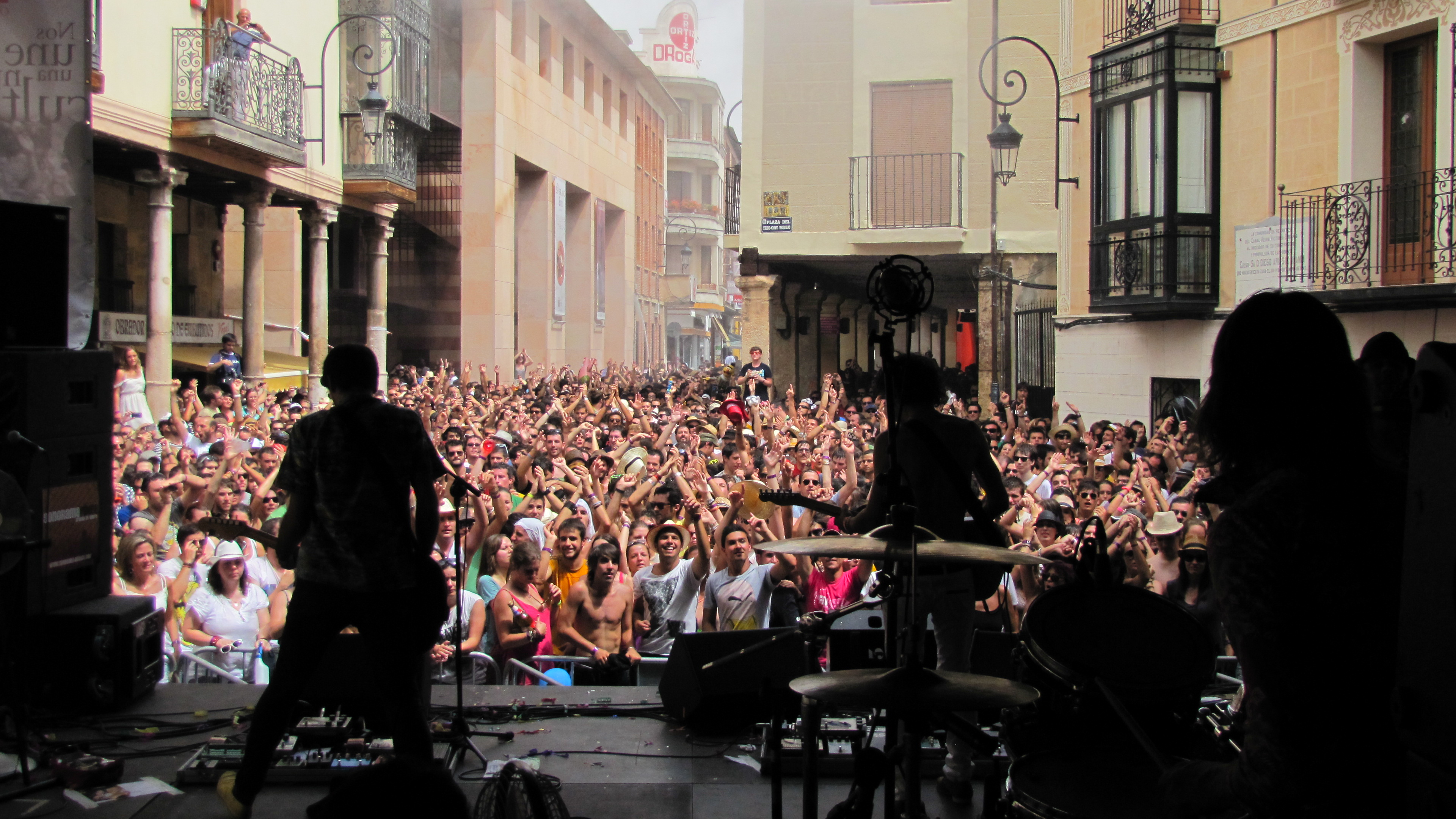
Sidonie en su concierto durante el Sonorama 2012, en la Plaza del Trigo.

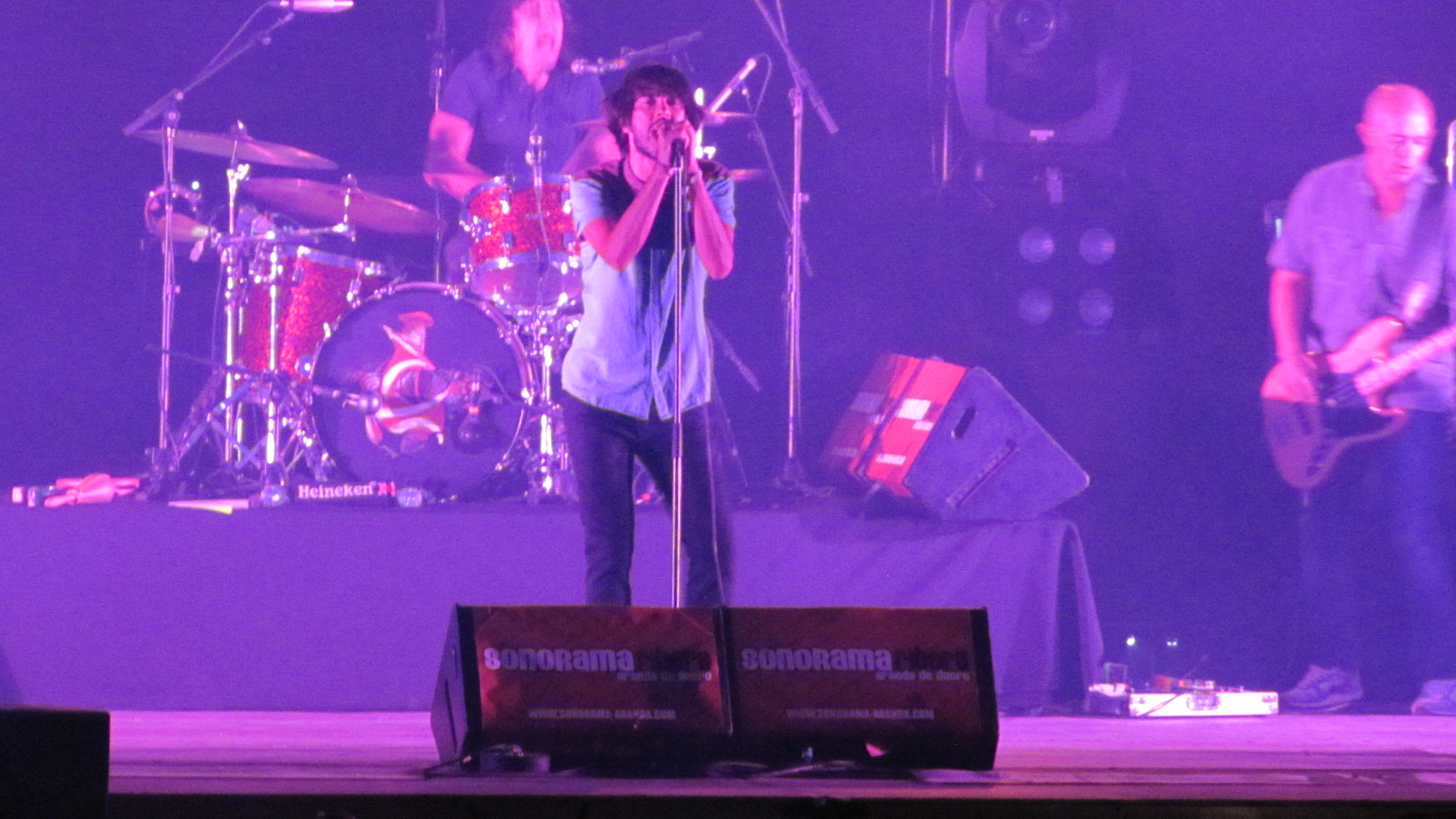
Vetusta Morla en su concierto durante el Sonorama 2012, en el "Escenario Ribera del Duero".

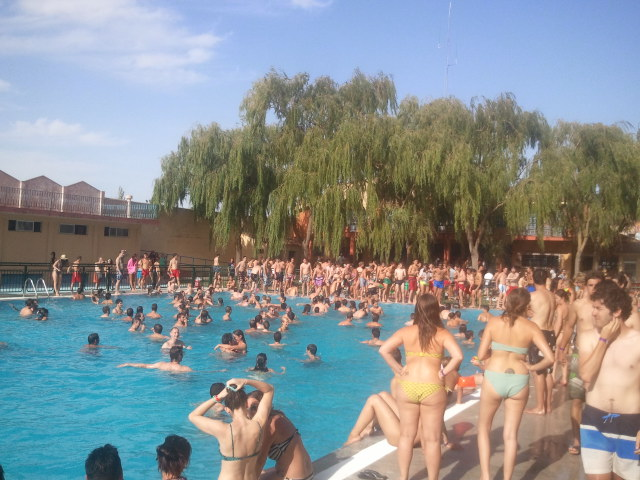
Fiesta en la Piscina Acapulco durante el Sonorama 2012

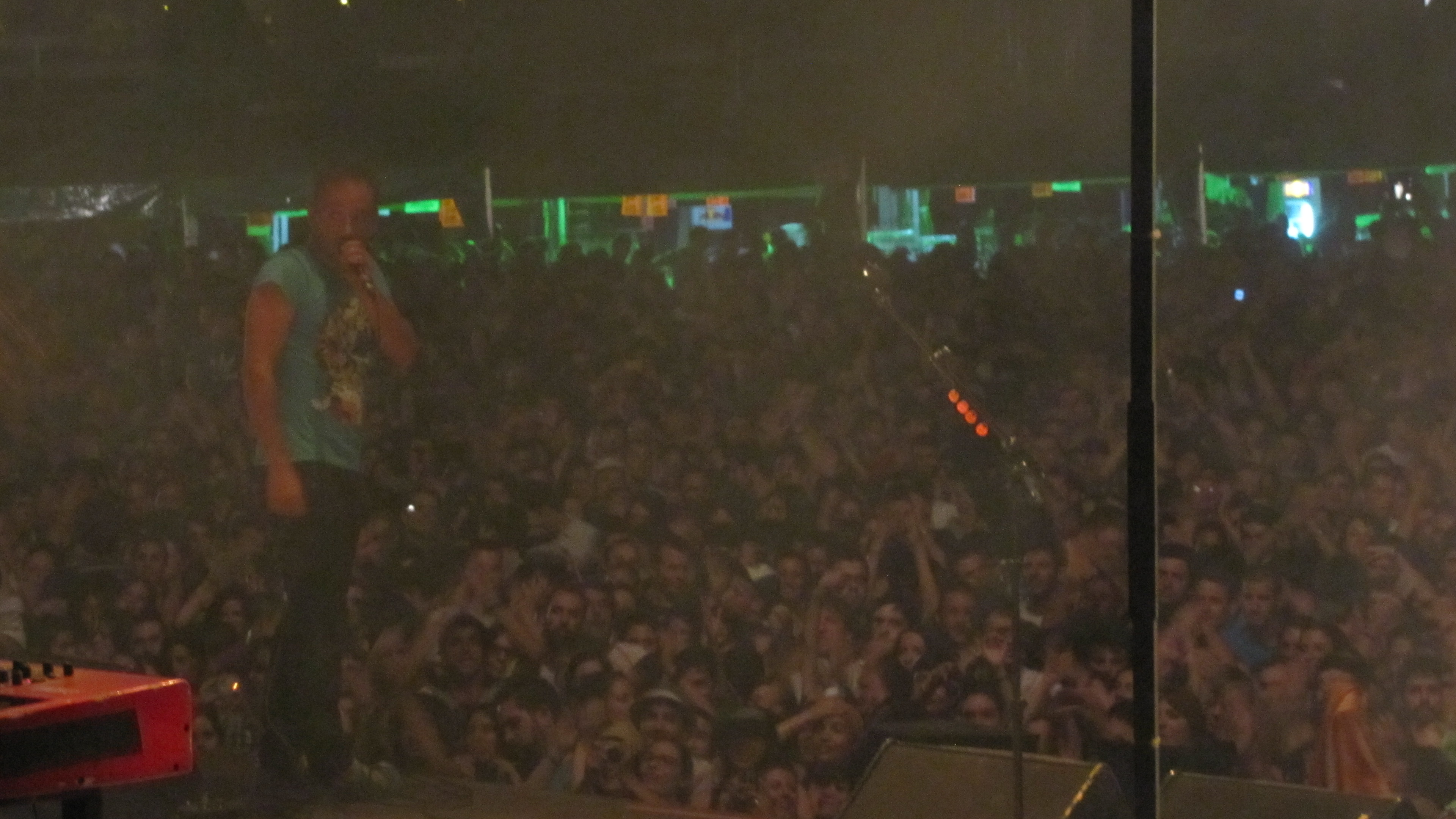
Love of Lesbian en su concierto durante el Sonorama 2012, en el "Escenario Ribera del Duero".

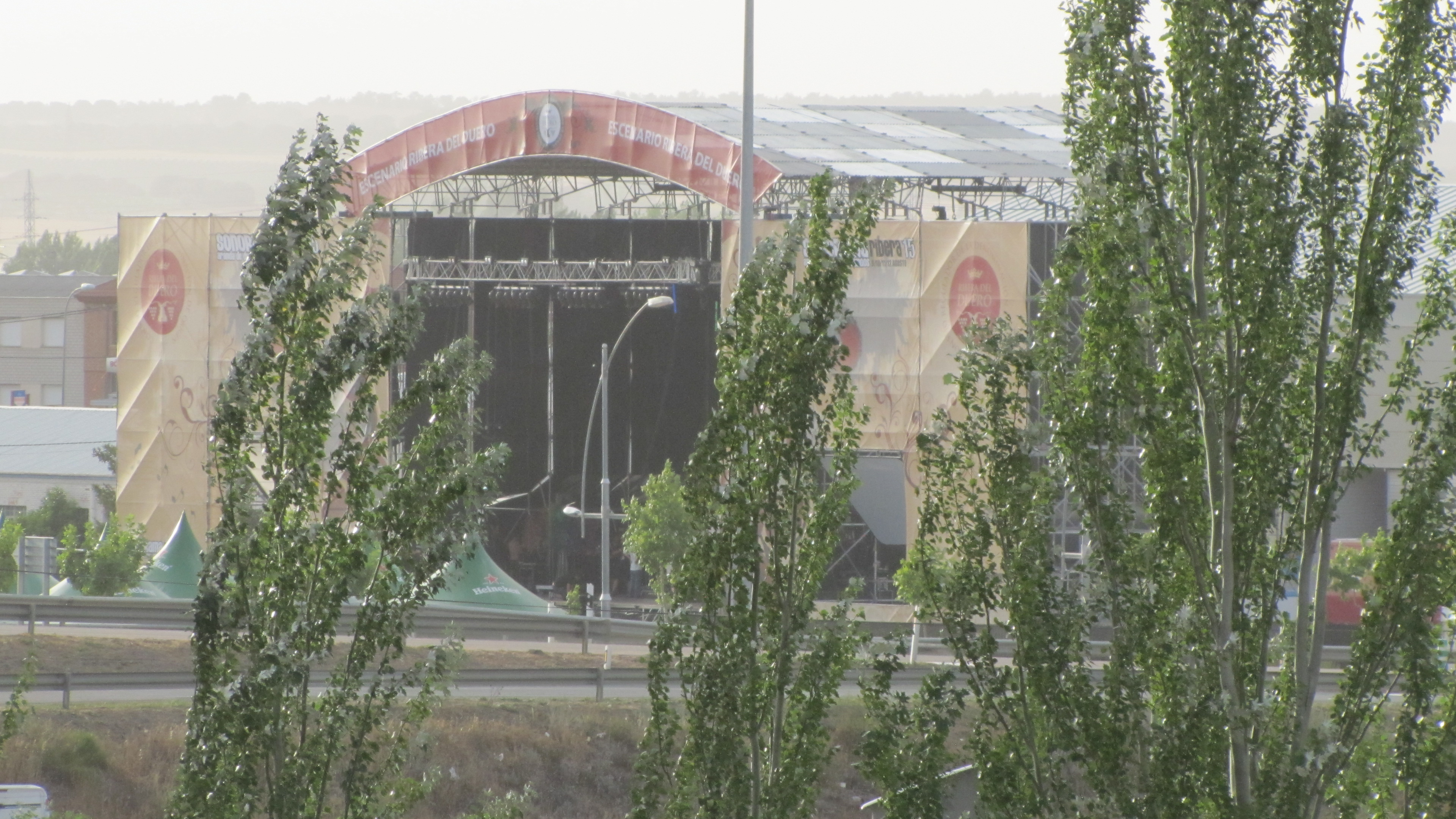
Escenario Principal del Festival

Sonorama 2012, o Sonorama Ribera 2012, fue la XV edición del Festival Sonorama, llevada a cabo en la ciudad de Aranda de Duero (Provincia de Burgos, España), a mediados de agosto de 2012, y organizada por la Asociación Cultural, y sin ánimo de lucro, "Art de Troya". Hubo más de 40.000 asistentes al festival, durante los 4 días de duración.
- Lugar: Recinto Ferial y Centro histórico.
- Fecha: 9, 10, 11 y 12 de agosto.
- Características:

Se sucedieron más de un centenar de conciertos en los numerosos escenarios, durante los 4 días de festival. El Escenario de la Plaza del Trigo propició, de nuevo, dos momentos relevantes del festival, el concierto de Sidonie que pidió expresamente actuar en ese escenario y el domingo 12 de agosto Xoel López dio un concierto sorpresa en el mismo escenario, coincidiendo con el día de su cumpleaños.
Entre las bandas asistentes destacaron:
Cartel Internacional:
- The Dandy Warhols (Estados Unidos)
- Calle 13 (Puerto Rico)
- Kakkmaddafakka (Noruega)
- The Primitives (Inglaterra)
- Sunshine Brothers (Australia)
- The Gift  (Portugal)
- Instituto Mexicano del Sonido (México)
- Gaoler’s Daughter (Inglaterra)
- M. Alfonso (Cuba)
- Meneo (Guatemala)

Cartel Nacional  (por orden alfabético):
- Algarrobo (banda)
- Analogic (banda)
- Anni B Sweet
- Apple Fly (banda)
- Arsel Randez
- Bicycle thief
- Capitán Sunrise
- Checopolaco
- Chema Rey DJ
- Cooper
- Corizonas (Los Coronas + Arizona Baby)
- Defensa verbal
- Dinero (banda)
- Eisbär
- El Columpio Asesino
- El lado oscuro de la broca
- El mago suplente DJ´s Show
- Eladio y los seres queridos
- Ellos
- Eme dj + Meneo
- Eric Fuentes & el mal
- Fuel Fandango
- Grotèsque
- Havalina
- Hiperpotamus
- Igloo
- Independance Club Djs
- Jenny James (banda)
- Jero Romero (The Sunday Drivers)
- Kenedy (banda)
- La Casa Azul
- La M.O.D.A.
- Los Chicos (banda)
- Los Enemigos
- Los Nastys
- Los Noviembre
- Los Vengadores
- Love of lesbian
- Luis Brea
- Lüger
- Maika Makovski
- Mañana (banda)
- Marcus, Doo & The secret family
- Musselman (banda)
- My dear flotsam
- Napoleón Solo
- Neuman
- Niño Burbuja
- No band for lluvia
- Novedades Carminha
- Odio París
- Ornamento y delito
- Paper Boats on Fire
- Partido (banda)
- Pasado imperfecto (banda)
- Pin & Pon DJ´s
- PLV Havoc
- Polock
- Rebeca Jiménez
- Redneck Surfers
- Rita Tell
- Ross (banda)
- Ruidoblanco
- Russian Red
- Screams through the silence
- Señorita Nocte
- Shane
- Sidonie
- Smile
- Stalemate
- Superframe Vdjs
- Telephunken (banda)
- Templeton
- The Birkins
- The Bright
- The Cabriolets (Bimba Bosé)
- The Gordotones
- The Magnetics
- The Monomes
- The New Cossacks
- The Noises
- The Pepper Pots
- The Pibons
- The Trunks
- The Wildborns
- The Young Dreamer
- Tourmalet
- Tuco y los definitivos
- Vetusta Morla
- We Are England Dj´s
- We Are Standard
- Willy Naves
- Xoel López
- Zirrosis
- Zodiacs
- entre otros...